# ビル・マンディ
ビル・マンディ（Bill Mondy）は、アメリカ合衆国の俳優。

## 出演作品
- ミラクル - Lou Nanne
- アイ・スパイ
- デッド・ゾーン（デプティ・ロスコー）